# Všestudy (Mělníki járás)
Všestudy település Csehországban, a Mělníki járásban. Všestudy Nová Ves, Zlosyň, Veltrusy, Vojkovice és Vraňany településekkel határos. Lakosainak száma 432 fő (2024. január 1.).

## Népesség
A település lakosságának változását az alábbi diagram mutatja:
| Lakosok száma | 337  | 424  | 519  | 430  | 398  | 342  | 344  | 358  | 405  | 432  |
|               | 1869 | 1890 | 1921 | 1950 | 1980 | 2001 | 2017 | 2019 | 2022 | 2024 |